# Tillförlitlighetsteknik
Tillförlitlighetsteknik kallas de metoder som används för att höja tillförlitligheten hos en produkt eller process. Syftet är att finna orsaker till fel och försöka eliminera dessas orsaker, d.v.s. öka produktens motståndskraft mot att fel inträffar samt att finna konsekvenserna av fel och att, om möjligt, lindra eller eliminera dessa, d.v.s. att öka produktens motståndskraft mot inträffade fel. Detta kallas ibland för ökad feltolerans.
Vanliga tillförlitlighetstekniska problem kan till exempel vara att med hjälp av statistiska underlag bedöma risker för fel och allvarliga händelser, till exempel haverier i kärnkraftverk, flygplan, oljeplattformar, etcetera.